# Тейт-Британія
Тейт Британія (Tate Britain), до 2000 року — Галерея Тейт (Tate Gallery) — художній музей у Лондоні, найбільше у світі зібрання британського мистецтва з 1500 року до наших днів. Музей було засновано промисловцем сером Генрі Тейтом. Нині частина групи музеїв Тейт.

## Історія
Будівлю галереї біля мосту Воксхолл було споруджено за проєктом Сідні Сміта (англ. Sidney R. J. Smith). Музей відкрився 21 липня 1897 року. Музей був підпорядкований Раді опікунів Національної галереї. В основу колекції було покладено приватне зібрання Тейта.
Згідно з путівником галереї 1897 року, початок колекції сера Генрі Тейта поклали три картини, одна з яких — «Четвер» В. Д. Садлера. Спочатку в галереї експонувалися картини англійських художників, що народилися після 1790 року.
Крім колекції Тейта, на момент відкриття до фондів галереї увійшли картини з музею Південного Кенсінгтону, картини із зібрання Вернона, що раніше перебували в Національній галереї, а також вісімнадцять робіт Воттса, передані самим художником.
1899 року, коли на кошти Г. Тейта були прибудовані ще дев'ять залів, галерея стала найпросторішою в Лондоні. 1910 року були відкриті нові зали для творів Тернера. За заповітом художника всі його роботи були передані державі. До розширення галереї Тейта вони зберігалися в Лондонській Національній галереї.
1917 року почалося створення колекції творів сучасних іноземних художників та скульпторів. 1923 року текстильний фабрикант Семюел Курто зробив пожертву на користь галереї на суму 50 тис. фунтів для придбання полотен імпресіоністів та постімпресіоністів. 26 червня 1926 року відкрився відділ закордонного живопису в новому приміщенні, побудованому Дж. Дьювіном-молодшим.
1987 року відкрилася галерея Клор (Clore Gallery), в якій виставлена найповніша колекція творів Дж. М. У. Тернера, яку він заповів державі. 1988 року відкрилася філія галереї в Ліверпулі.
У травні 2000 року в переобладнаному приміщенні колишньої електростанції Bankside Power Station на південному березі Темзи, навпроти собору св. Павла, відкрилася галерея сучасного мистецтва Тейт Модерн (архітектори Герцог і де Мерон). Після цього «материнську» галерею було перейменовано на «Тейт-Британія» (Tate Britain).

## Галерея
Див. також: Картини Галереї Тейт

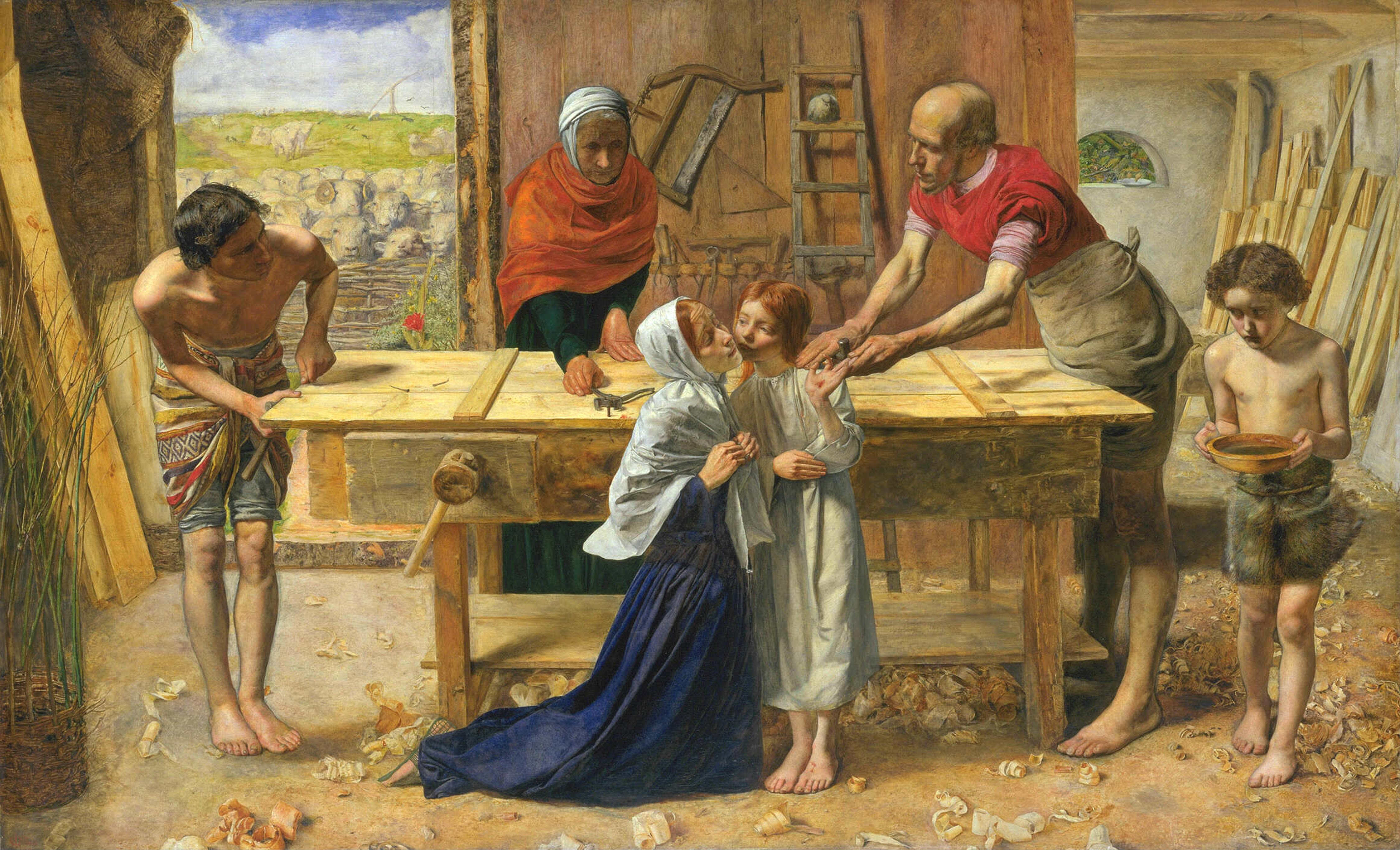
Джон Еверетт Мілле, Христос у будинку батьків
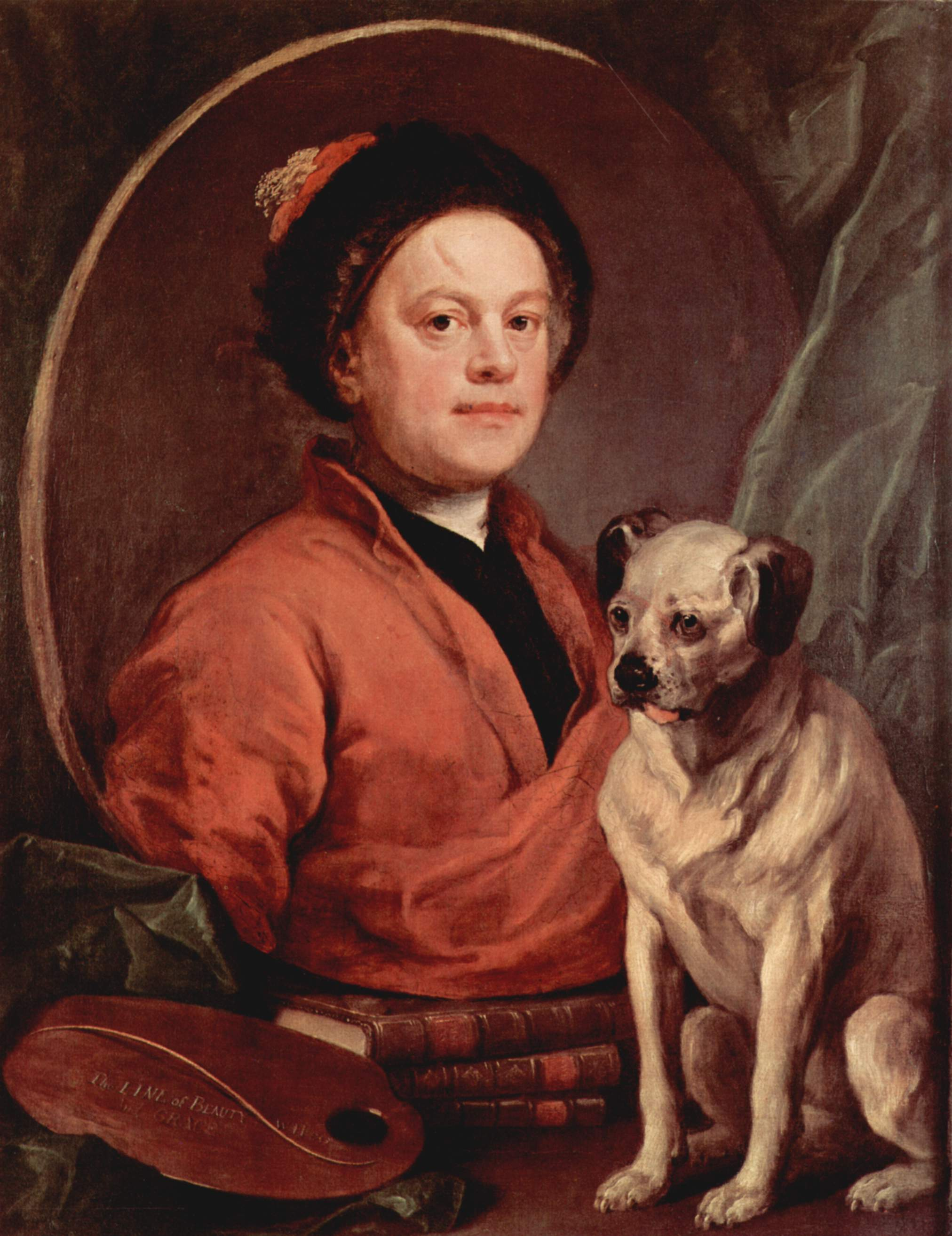
Вільям Хогарт, Автопортрет з мопсом
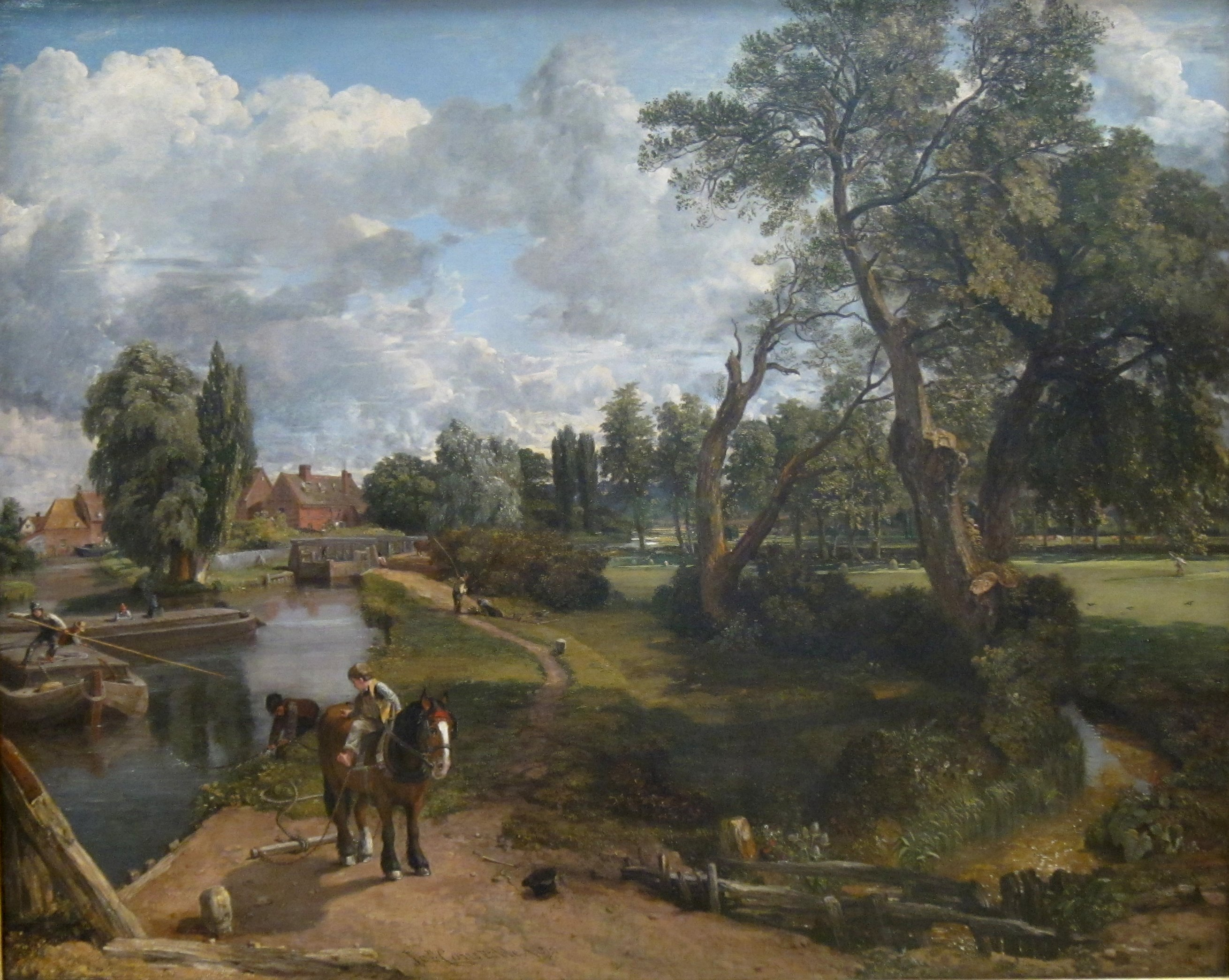
Джон Констебл, Флетфорд Мілл
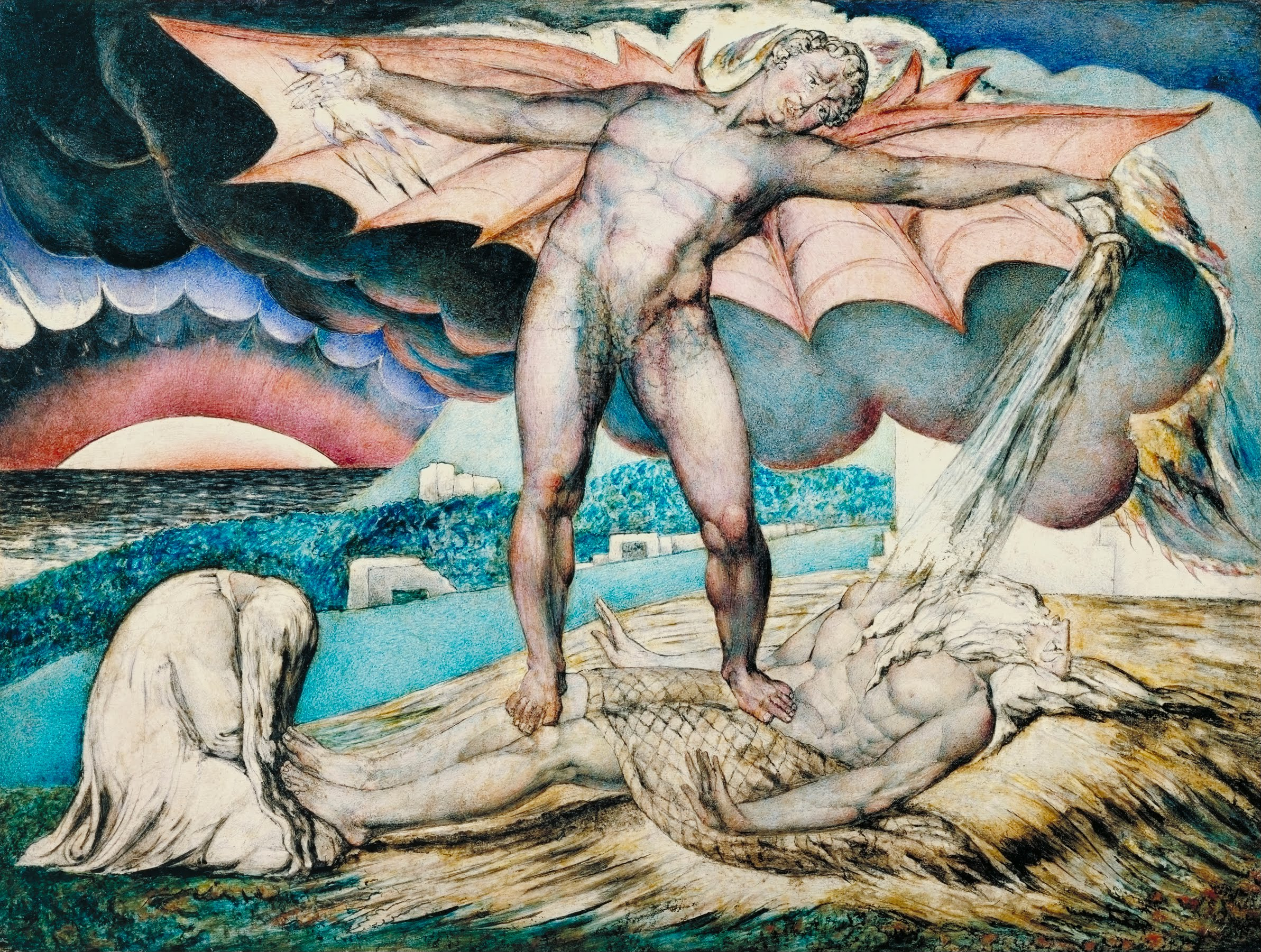
Вільям Блейк, Сатана вражає Йова фурункулами
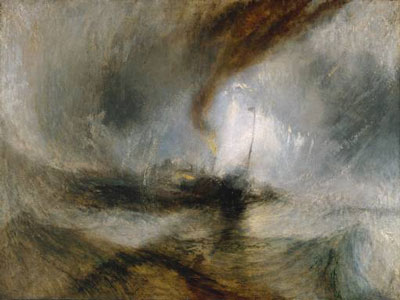
Вільям Тернер, Заметіль
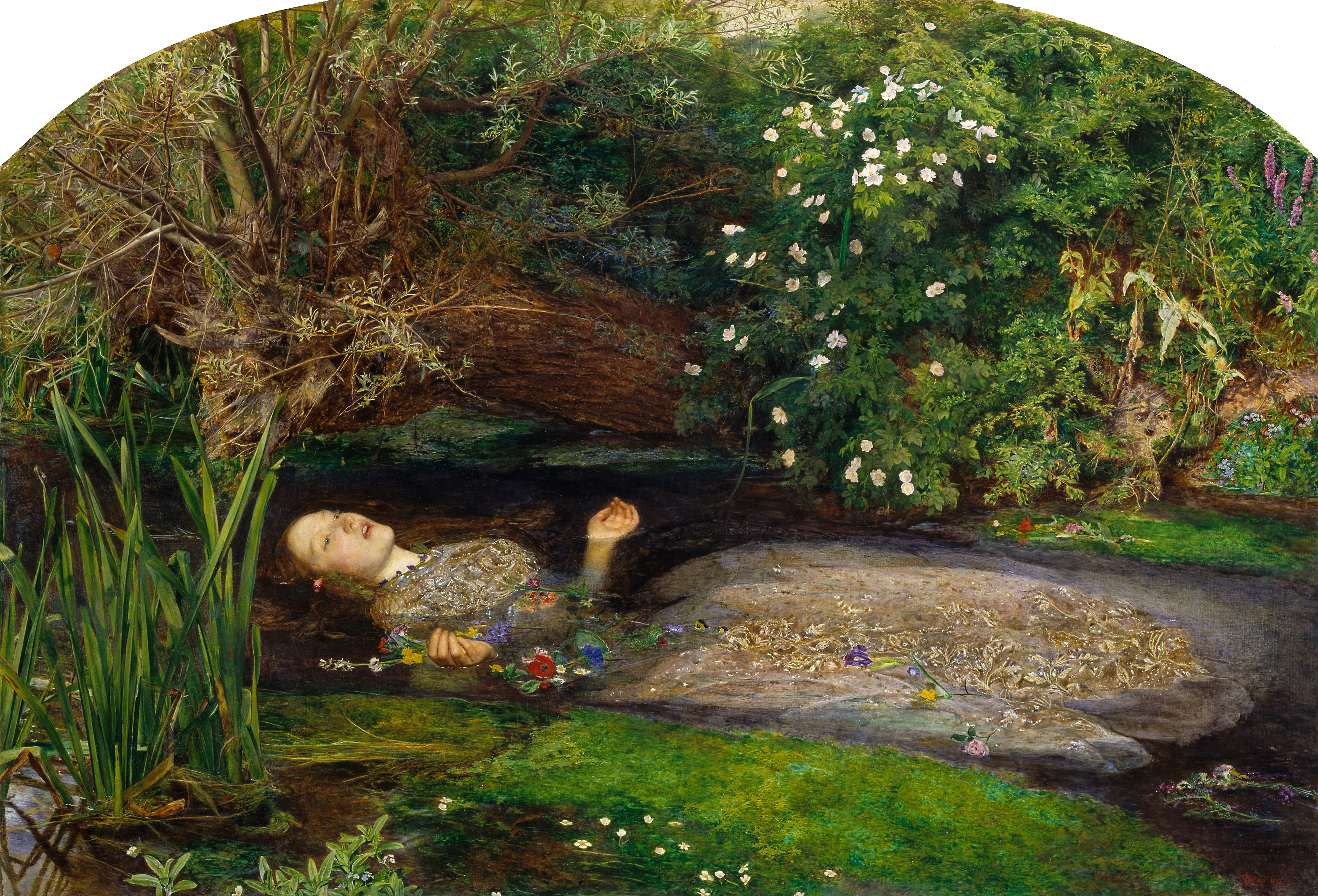
Джон Еверетт Мілле, Офелія. Перед музеєм цьому художникові встановлено пам'ятник
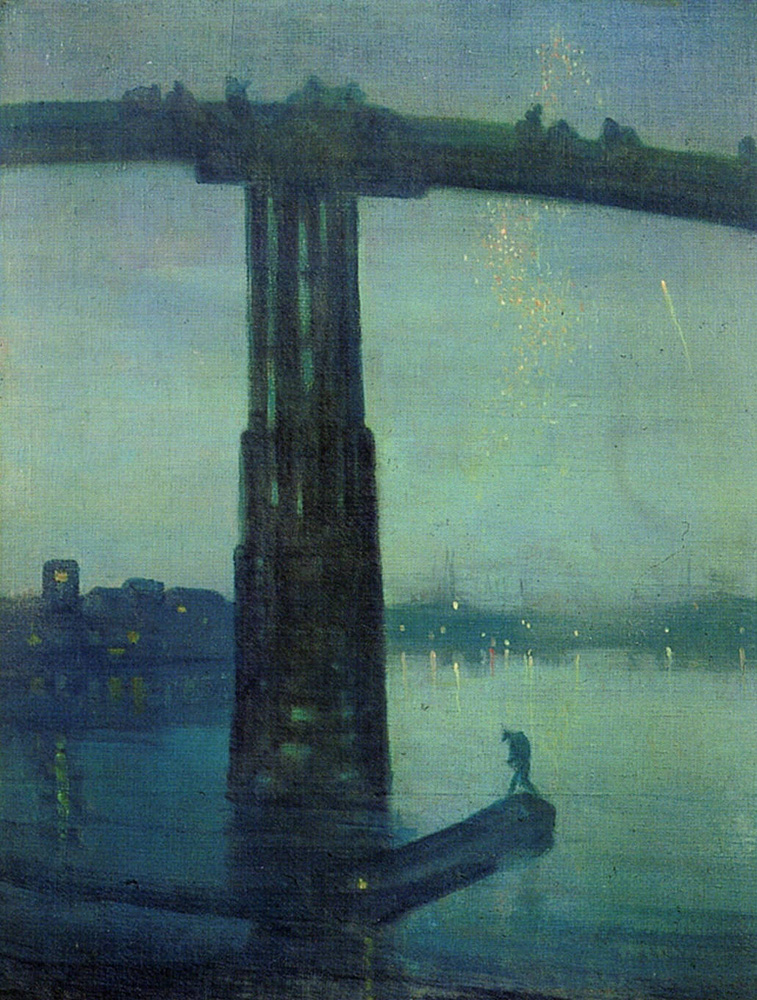
Джеймс Вістлер, Ноктюрн
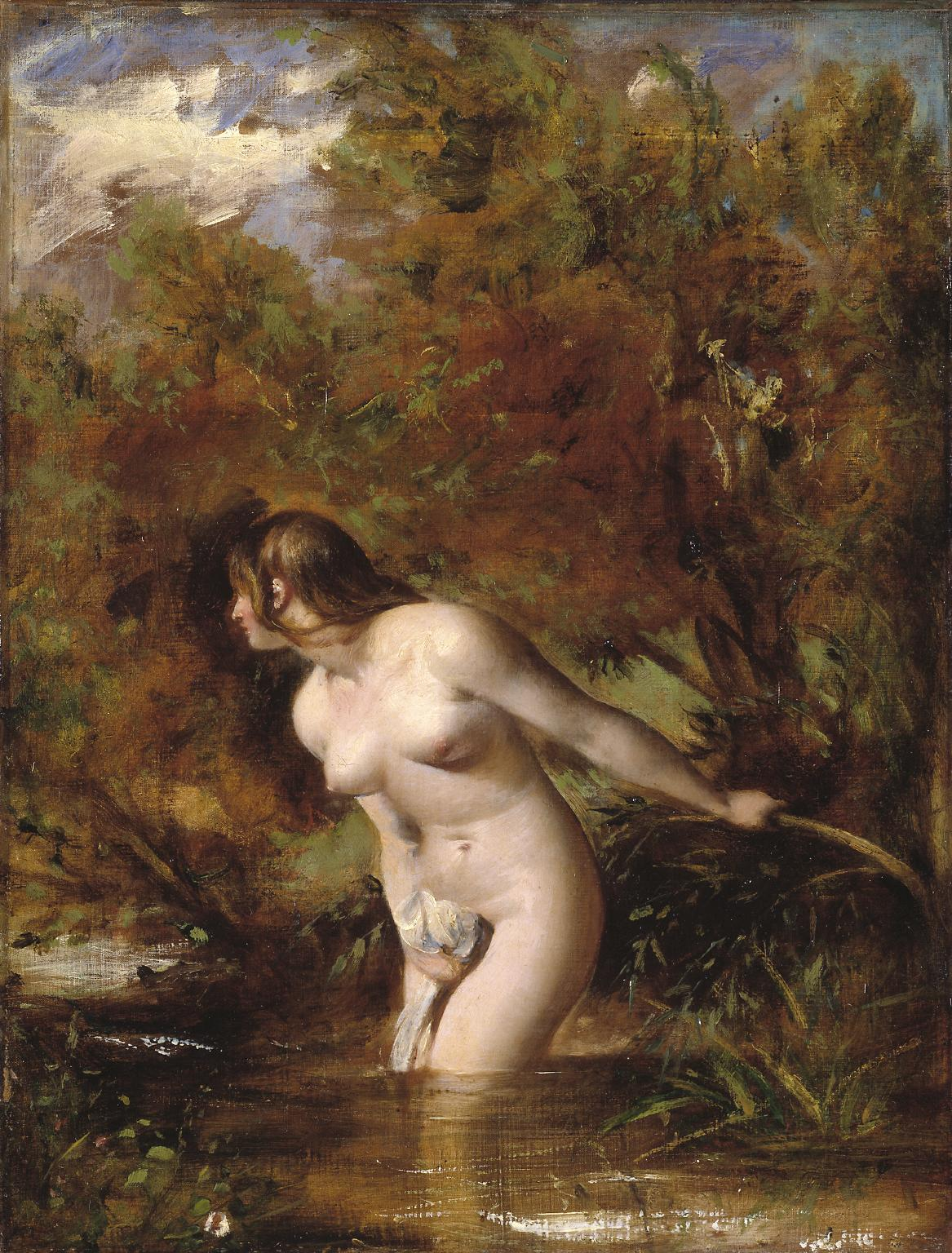
Вільям Етті, Купальниця